# Варлаам (Константинов)
Епископ Варлаам (в миру Величко Димитров Константинов; 2 апреля 1851, Самоводене (ныне община Велико-Тырново, Великотырновская область) — 30 мая 1937, София) — епископ Болгарской православной церкви, титулярный епископ Левкийский.

## Биография
Начальное образование получил в трёхклассном училище в родном селе. После обучения, в 1877—1878 году работал учителем в селе Карамца (ныне община Горна Оряховица). Осенью 1878 года поступил послушником в Великотырновскую Преображенскую обитель.
С 1883 по 1885 год учился в Софии в классической гимназии. После начала Сербско-болгарской войны записался в студенческий добровольческий легион и был отправлен на фронт в качестве знаменосца.
После войны, в 1886 году вернулся в Преображенский монастырь, но по распоряжению Великотырновской митрополии был переведен в Лясковский Петропавловский монастырь, где 19 ноября того же года был пострижен в монашество с именем Варлаам, а 24 декабря того же года был рукоположён в сан иеродиакона и назначен митрополичьим диаконом.
В начале 1888 года, по просьбе мецената Евлогия Георгиева, был направлен митрополитом Климентом в Бухарест, для служения в местной Кирилло-Мефодиевский болгарской церкви. Осенью того же года он был зачислен учеником в Бухарестскую семинарию митрополита Нифонта.
В 1895 году поступил в Санкт-Петербургскую духовную академию, но по окончании первого курса в 1896 году по состоянию здоровья был переведён на Богословский факультет Бухарестского университета, который окончил в 1899 году.
После возвращения в Болгарию 10 января 1899 года был назначен протосингелом Тырновской епархии. 21 ноября того же года был рукоположён в сан иеромонаха в Софии.
21 марта 1904 года решением Священного Синода был возведен в сан архимандрита.
5 июля 1909 года был рукоположён в титулярного епископа Левкийского, викария Софийской епархии.
25 апреля 1913 года после того, как епископ Драговитийский Иосиф (Бакарджиев) по состоянию здоровья получил отпуск с поста Беломорско-Родопской (или Гюмюрджинской) миссию для болгарских мусульман, переходивших в православие после освобождения этих территорий болгарской армией, на его место заступил епископ Левкийский Варлаам. 16 сентября 1913 года в Царьграде был подписан мирный договор между Болгарией и Турцией.
12 июня 1914 года, выслушав большой доклад начальника Культурно-просветительского отдела Стефана Цанкова о состоянии акции крещения и об отношении правительства к ней, получив убедительные доказательства, что «сейчас нет никаких условий для улучшения порушенного дела», Священный Синод решил больше не обращаться к государственным властям за содействием и вообще считать вопрос о крещении болгар-мусульман окончательно закрытым.
В письме Священного Синода от 11 марта 1922 года рассматривался как кандидат на замещение освободившейся в связи со смертью митрополита Софийской епархии.
В конце октября 1923 года уволен от должности викария Софийской митрополии, после чего до сентября 1924 года проживал в Преображенском мужском монастыре.
12 и 13 сентября 1924 года вместе с другими болгарскими иерархами в хрме святого Александра Невского сослужил архиепископу Кишинёвскому Анастасию (Грибановскому) и епископу Царицинскому Дамиану (Говорову), что являлось признанием Болгарского экзархата со стороны РПЦЗ.
С 29 сентября 1924 года по 1 января 1929 года был настоятелем Рыльского монастыря.
С 15 апреля 1929 года по 7 мая 1930 года вместе с группой болгарских паломников, отправился в паломничество по святым местам, посетив Иерусалим и Афон.
В апреле 1931 года был назначен викарием Тырновского митрополита, и оставался на этой должности до начала 1934 года.
В дальнейшем, ввиду старости, проживал в Софии в качестве «епископа в распоряжении» Священного Синода.
В 1936 года, вместе с митрополитом Охридским Борисом (Георгиевым), ушёл на покой и удалился в Рыльский монастырь.
Скончался 30 мая 1937 года в Софии и был похоронен в столичном Храме святителя Николая.